# Mary van Kleeck
Mary Abby van Kleeck (Glenham, Nueva York, 26 de junio de 1883-Kingston, Nueva York, 8 de junio de 1972) fue una científica social, estadística y feminista estadounidense, figura clave del movimiento obrero americano, el taylorismo y la economía planificada. Fue miembro de la Asociación Estadounidense para el Avance de la Ciencia y de la American Statistical Association.

## Biografía
Era la menor de cinco hermanos. Su madre Eliza Mayer era de Baltimore y su abuelo Charkes F. Mayer, fue un eminente abogado y político. Su padre Robert Boyd van Kleeck era un ministro episcopaliano de origen neerlandés.
Estudió la secundaria en la Flushing High School de Queens, Nueva York, donde fue líder estudiantil y valedictorian; y asistió de 1900 a 1904 al Smith College en Massachusetts, donde se afilió a la Asociación Cristiana de Mujeres Jóvenes.
Instalada de vuelta en Nueva York, comenzó su carrera en el Movimiento settlement investigando el trabajo femenino. Durante 30 años fue la ser directora del departamento de estudios industriales de la  Russell Sage Foundation.
En la Primera Guerra Mundial, el presidente Woodrow Wilson la eligió para desarrollar los estándares laborales para la incorporación de la mujer en el mercado laboral. Tras la guerra, creó el Women’s Bureau, una agencia para ayudar a las mujeres que se incorporaban a la vida profesional. Durante la Gran Depresión, llegó a ser una importante opositora de izquierdas del New Deal y el capitalismo estadounidense proponiendo una agenda radical de reformas sociales y laborales.
Al retirarse de la Sage Foundation en 1948, Van Kleeck intentó ser senadora de Nueva York con el Partido Laboral Estadounidense. Al no conseguirlo, volvió a centrarse en el activismo pacifista y el desarmamiento nuclear.